# ماتئو روبوتینی
ماتئو روبوتینی (ایتالیایی: Matteo Rabottini؛ زادهٔ ۱۴ اوت ۱۹۸۷) دوچرخه‌سوار اهل ایتالیا است.

## باشگاهی
از باشگاه‌هایی که در آن رکاب زده‌است می‌توان به ویلیر تریستینا–سله ایتالیا اشاره کرد.